# Miramar, Florida
Miramar,  stad i Broward County, Florida med 101 486 invånare 2004.